# Шужлеп
Шужлеп (Шушлеп) — река в России, протекает по Новокузнецкому району Кемеровской области. Устье реки находится в 8 км по правому берегу реки Кинерка (приток Кондомы). Длина реки составляет 13 км. Приток — Берёзовая.

## Данные водного реестра
По данным государственного водного реестра России относится к Верхнеобскому бассейновому округу, водохозяйственный участок реки — Кондома, речной подбассейн реки — Томь. Речной бассейн реки — (Верхняя) Обь до впадения Иртыша.